# Comté d'Union (Dakota du Sud)
Pour les articles homonymes, voir Comté d'Union.
Le comté d'Union (en anglais : Union County) est un comté américain situé à l'extrémité sud-est de l'État du Dakota du Sud. Lors du recensement des États-Unis de 2010, sa population s'élève à 14 399 habitants. Le siège de comté est Elk Point.

## Histoire
Établi le 10 avril 1862, le comté est d'abord baptisé en l'honneur d'Austin Cole (comté de Cole), un membre de la législature du territoire du Dakota. Ses frontières sont modifiées le 7 janvier 1864 pour englober des terres faisant auparavant partie du comté de Lincoln voisin au nord. Il adopte alors le nom d'Union, en soutien à l'unionisme durant la guerre de Sécession. Le 30 avril 1865, le siège de comté déménage de Richland à Elk Point.

## Géographie

### Situation
Bordé par l'Iowa à l'est et le Nebraska au sud-ouest, le comté d'Union est voisin du comté de Lincoln (au nord) et du comté de Clay (à l'ouest).

### Localités
Le comté couvre une superficie de 1 210 km2 et comprend les localités suivantes :
- Cities :
  - Alcester
  - Beresford (en partie)
  - Elk Point (siège de comté)
  - Jefferson
  - North Sioux City
- Census-designated places :
  - Dakota Dunes
  - Richland

## Démographie
Selon l'American Community Survey, en 2010, 95,65 % de la population âgée de plus de 5 ans déclare parler l'anglais à la maison, 2,14 % l'espagnol, 1,08 % le vietnamien, 0,58 % l'allemand et 0,55 % une autre langue.
| 1870  | 1880  | 1890  | 1900   | 1910   | 1920   |
| ----- | ----- | ----- | ------ | ------ | ------ |
| 3 507 | 6 813 | 9 130 | 11 153 | 10 676 | 11 099 |

| 1930   | 1940   | 1950   | 1960   | 1970  | 1980   |
| ------ | ------ | ------ | ------ | ----- | ------ |
| 11 480 | 11 675 | 10 792 | 10 197 | 9 643 | 10 938 |

| 1990   | 2000   | 2010   | - | - | - |
| ------ | ------ | ------ | - | - | - |
| 10 189 | 12 584 | 14 399 | - | - | - |